# Івахненко Сергій Олексійович
Івахненко Сергій Олексійович — український вчений в галузі матеріалознавства надтвердих матеріалів, який займається дослідженням закономірностей вирощування структурно досконалих великорозмірних монокристалів алмазу і кубічного нітриду бору, і створенням наукових основ і нових технологій їх отримання при надвисоких тисках і температурах. У сферу наукових інтересів С. О. Івахненко також входять фазові перетворення в речовинах при високому тиску і температурах, кристалізація алмазу та кубічного нітриду бору з нанесеним дефектно-домішковим складом в області термодинамічної стабільності, а також вивчення властивостей зазначених матеріалів.
Завідувач відділом синтезу великих монокристалів алмазу і кубічного нітриду бору, нині Відділ монокристалів надтвердих матеріалів [Архівовано 26 листопада 2016 у Wayback Machine.] Інституту надтвердих матеріалів ім. В. М. Бакуля НАН України.
Член-кореспондент НАН України (2012), професор (2011).
Нагороджений Почесною грамотою Верховної Ради України, відзнакою НАН України «За підготовку наукової зміни».

## Біографія
Народився 18.04.1950 р в с. Мура́фа  Краснокутського району Харківської області. У 1972 році закінчив Фізичний факультет Харківського державного університету ім. А. М. Горького (сучасна назва — Харківський національний університет ім. В. Н. Каразіна) за фахом «Фізика», і був направлений на роботу на Полтавський завод синтетичних алмазів і алмазного інструменту, а потім в Інститут надтвердих матеріалів АН УРСР (м. Київ).
З 1975 р. навчався в аспірантурі Інституту фізики твердого тіла Академії наук СРСР. У 1981 році захистив кандидатську дисертацію «Вивчення фазових перетворень в деяких бінарних системах при стисненні до 80 кбар» на здобуття наукового ступеня кандидата фізико-математичних наук за спеціальністю «Фізика твердого тіла». У 1991 р. С. О. Івахненко було присвоєно вчене звання «старший науковий співробітник».
У 1998 році захистив дисертацію «Закономірності спрямованого зростання монокристалів алмазу в області термодинамічної стабільності» на здобуття наукового ступеню доктора технічних наук за спеціальністю «Матеріалознавство» в спеціалізованій вченій раді при Інституті надтвердих матеріалів ім. В. М. Бакуля НАН України. У 2011 році С. О. Івахненко було присвоєно звання професора.
За час роботи в Інституті надтвердих матеріалів з 1973 року по теперішній час С. О. Івахненко пройшов шлях від інженера до завідувача відділом.
Член-кореспондент НАН України (2012), спеціальність: «Матеріалознавство», «Надтверді матеріали».

## Наукова діяльність
З 1973 року по теперішній час працює в Інституті надтвердих матеріалів ім. В. М. Бакуля НАН України (інженер; молодший науковий співробітник лабораторії технології синтезу і спікання надтвердих матеріалів при високому тиску; старший науковий співробітник; завідувач відділом синтезу великих монокристалів алмазу і кубічного нітриду бору, нині — монокристалів надтвердих матеріалів).
В період 1973—1982 рр. С. О. Івахненко було проведено систематичне вивчення фазових рівноваг в модельних бінарних системах легкоплавких елементів при тисках до 8 ГПа, що дозволило встановити закономірності утворення нових проміжних фаз при підвищенні тиску і температури і залежність надпровідних властивостей цих фаз від структурних характеристик.
З 1983 року С. О. Івахненко працює над дослідженням фазових рівноваг при високому тиску і температурах в багатокомпонентних металевих системах з вуглецем. Їм обґрунтовано критерії для визначення умов початку зародкоутворення і зростання алмазу, визначено мінімальний тиск, діапазон температур і концентрації компонентів, в межах яких стає можливою кристалізація структурно досконалих монокристалів. З 1991 року ці дослідження дозволили перейти до вивчення закономірностей спрямованого зростання алмазу на затравці з використанням перенесення вуглецю в температурному градієнті.
Починаючи з 2000 р, С. А. Івахненко послідовно займається дослідженнями зі спрямованої зміни дефектно-домішкового складу і властивостей монокристалів природного і синтетичного алмазу шляхом термобаричної обробки (НТНР-обробки). Встановлено умови і критерії, необхідні для повного знебарвлення кристалів; показано, що поєднання НТНР-обробки алмазів з опроміненням високоенергетичними електронами (Е ~ 10 МеВ) і нагріванням в інтервалі 600—700 ° С дозволяє отримувати унікальні оптичні характеристики алмазів і зразки червоного і оранжевого кольорів.
Наукова діяльність С. О. Івахненко дозволила розвинути в Інституті надтвердих матеріалів науковий напрям вирощування структурно досконалих алмазів різних типів. На основі його наукових досліджень були розроблені технології виробництва алмазів в умовах термодинамічної стабільності, що дозволяє отримувати високоякісні зразки алмазу масою до 5 карат і розміром 12 — 15 мм, які не поступаються кращим природним зразкам, і здатні замінити природну сировину для використання в різних галузях промисловості.
Дослідницькі проекти С. О. Івахненко широко відомі за кордоном — в США, Швейцарії, Південній Кореї, Бразилії, Німеччині, Нідерландах, Індії, Росії, Китаї, Гонконгу, Ізраїлі. [8] Підготував 5 кандидатів технічних наук. Автор 206 наукових публікацій, в тому числі 39 авторських свідоцтв і патентів.

## Публікації
1. Выращивание крупных монокристаллов алмаза в области термодинамической стабильности / C.А. Ивахненко, Н. В. Новиков // Сверхтвердые материалы. Получение и применение: монография в 6 т. — Киев: ИСМ им. В. Н. Бакуля НАН Украины, 2003. — Т.1: Синтез алмаза и подобных материалов. — Гл. 6. — С. 179—198. — Библиогр.: 24 назв.
2. Алмаз синтетический, монокристаллы / Н. В. Новиков, С. А. Ивахненко // Неорганическое материаловедение: энциклоп. изд-е. В 2 т. / под ред. Г. Г. Гнесина, В. В. Скорохода; НАН Украины. Ин-т пробл. материаловедения им. И. Н. Францевича. — Киев: Наук. думка, 2008. — Т. 2, кн. 1: Материалы и технологии: А-О. — С. 41-46.
3. Термобарическая обработка алмазов / С. А. Ивахненко, Н. В. Новиков // Неорганическое материаловедение: энциклоп. изд-е. В 2 т. / под ред. Г. Г. Гнесина, В. В. Скорохода; НАН Украины. Ин-т пробл. материаловедения им. И. Н. Францевича. — Киев: Наук. думка, 2008. — Т. 2, кн. 2: Материалы и технологии: П-Э. — С. 405—410. — Библиогр.: 3 назв.
4. Properties of semiconducting diamonds grown by the temperature-gradient method / N.V. Novikov, T.A. Nachalnaya, S.A. Ivakhnenko et al. // Diamond and Related Materials. — 2003. — 12, No. 10-11. — P. 1990—1994. — Bibliogr.: 16 ref.[10]
5. Сверхтвердые материалы. Получение и применение: В 6 т. / Под общ. ред. Н. В. Новикова; НАН Украины. Ин-т сверхтвердых материалов им. В. Н. Бакуля. — Т. 1. Синтез алмазов и подобных материалов / Под ред. А. А. Шульженко. — Киев, 2003. — 320 с.
6. Синтетические сверхтвердые материалы: В 3 т. / Под ред. Н. В. Новикова (отв. ред.), Е. К. Бондарева, А. С. Вишневского и др.; Акад. наук Украинской ССР, Ин-т сверхтвердых материалов им. В. Н. Бакуля. — Т. 1. Синтез сверхтвердых материалов. — Киев: Наук. думка, 1986. — 279 с.
7. Lisakovskiy V.V., Ivakhnenko S.A., Serga M.A. e. a. In: Int. Conf. «Crystal Materials 2005» (ICCM 2005). May 30 — June 2, 2005. Kharkov, Ukraine. Abstracts book, p. 16.
8. Особенности дефектно-примесного состава алмазов, полученных в системе магний-углерод / Т. В. Коваленко, С. А. Ивахненко, А. М. Куцай // Восточно-Европейский журнал передовых технологий. — 2015. — № 3(11). — С. 39-42. [Архівовано 30 вересня 2020 у Wayback Machine.]

## Почесні звання
- Почесна грамота Верховної Ради України з медаллю (2011);
- Відзнака НАН України «За підготовку наукової зміни» (до 90-річчя НАН України) (2008);
- Бронзова медаль ВДНГ (1978);
- Почесна Бакулевська медаль «За видатні досягнення в науково-дослідній роботі зі створення надтвердих алмазоподібних матеріалів» (2002).